# 杜耶·德拉加尼亚
杜耶·德拉加尼亚（1983年2月27日—），克罗地亚男子游泳运动员。他曾代表克罗地亚参加2000年、2004年和2008年夏季奥林匹克运动会游泳比赛，其中2004年奥运会获得一枚银牌。